# チンターノ
チンターノ（伊: Cintano）は、イタリア共和国ピエモンテ州トリノ県にある、人口約200人の基礎自治体（コムーネ）。

## 地理

### 位置・広がり

#### 隣接コムーネ
隣接するコムーネは以下の通り。
- カステッラモンテ
- カステルヌオーヴォ・ニグラ
- コッレレット・カステルヌオーヴォ

## 行政

### 分離集落
チンターノには、以下の分離集落（フラツィオーネ）がある。
- Arià, Biullá, Bosa, Brichet, Buria, Cantel, Centro, Chiesa, Cimitero, Cöstere, Grangia, Gumbal, Guy, Malpasso, Marcellina, Merlera, Molinatta, Pasquarolo, Quadevia, San Rocco, Santuario, Trucchè, Valtá